# Mougins
Mougins (okcitánsky Mogins, latinsky Muginum) je obec ve Francii v departementu přímořské Alpy v regionu Provence-Alpy-Azurové pobřeží. Ze správního hlediska dále patří do arrondissementu Grasse. Má bezmála dvacet tisíc obyvatel.

## Poloha
Mougins leží v kopcích zhruba devět kilometrů severně od Cannes a tedy i od francouzské riviéry neboli Azurového pobřeží.

## Historie

### 20. a 21. století
V letech 1934–1951 zde žil v exilu bývalý ukrajinský premiér Volodymyr Vynnyčenko. V letech 1961–1973 ve vile Notre-Dame-de-Vie v centru Mougins  prožil posledních dvanáct let svého života Pablo Picasso, který zde také zemřel a poté byl pohřben v château de Vauvenargues poblíž Aix-en-Provence. 
V letech 2014–2019 byla v Mougins v provozu luxusní restaurace Paloma vlastněná českým podnikatelem Andrejem Babišem. Restaurace, stejně jako její sesterský podnik v Průhonicích, byla pojmenovaná podle nejmladší dcery Pabla Picassa. Provoz restaurace, která ztratila jednu ze dvou dříve udělených Michelinských hvězd, byl ztrátový. Podnik, uložený ve svěřeneckých fondech českého premiéra, zkrachoval v říjnu roku 2019, přičemž přišly o práci dvě desítky jeho zaměstnanců. V říjnu 2021 byla v rámci projektu Pandora Papers zveřejněna informace, že Andrej Babiš koupil v roce 2010 prostřednictvím monackých offshorových firem SCP Porte des Iles a SCP Bigaud v historickém jádru Mougins zámeček Château Bigaud, sousední vilu, zvanou Casa Bigaud, a další nemovitosti.